# Milà-Mòdena
La Milà-Mòdena (en italià: Milano-Modena) va ser un cursa ciclista que es disputà al nord d'Itàlia, entre les ciutats de Milà i Mòdena. La primera edició es disputà el 1906, sent guanyada per Anteo Carapezzi, mentre que la darrera es disputà el 1955. El 1928 i 1931 es disputà sota el format de contrarellotge individual.
En el palmarès d'aquesta cursa hi consten bona part de les estrelles del ciclisme italià de la primera part del segle XX: Luigi Ganna, Gaetano Belloni, Costante Girardengo, Alfredo Binda, Learco Guerra o Fiorenzo Magni, vencedor de les dues darreres edicions.

## Palmarès
| Any                     | Vencedor                  | Segon                     | Tercer                      |
| ----------------------- | ------------------------- | ------------------------- | --------------------------- |
| 1906                    | Anteo Carapezzi (ITA)     | Cesare Zanzottera (ITA)   | Giovanni Cuniolo (ITA)      |
| 1908                    | Giovanni Cuniolo (ITA)    | Omer Beaugendre (FRA)     | Carlo Mairani (ITA)         |
| 1909                    | Cesare Zanzottera (ITA)   | Georges Lorgeou (FRA)     | Mario Bruschera (ITA)       |
| 1910                    | Luigi Ganna (ITA)         | Giovanni Micheletto (ITA) | Emilio Petiva (ITA)         |
| 1911                    | Galeazzo Bolzoni (ITA)    | Carlo Durando (ITA)       | Eugène Dhers (FRA)          |
| 1912                    | Carlo Durando (ITA)       | Angelo Gremo (ITA)        | Charles de Ruyter (BEL)     |
| 1913                    | Ezio Corlaita (ITA)       | Emilio Petiva (ITA)       | Carlo Durando (ITA)         |
| 1914-1916. No disputada |                           |                           |                             |
| 1917                    | Oscar Egg (SUI)           | Costante Girardengo (ITA) | Alfredo Sivocci (ITA)       |
| 1918                    | Gaetano Belloni (ITA)     | Lauro Bordin (ITA)        | Alexis Michiels (BEL)       |
| 1919                    | Costante Girardengo (ITA) | Ugo Agostoni (ITA)        | Heiri Suter (SUI)           |
| 1920                    | Costante Girardengo (ITA) | Giuseppe Azzini (ITA)     | Lauro Bordin (ITA)          |
| 1921                    | Gaetano Belloni (ITA)     | Costante Girardengo (ITA) | Ugo Agostoni (ITA)          |
| 1922                    | Giovanni Bassi (ITA)      | Ugo Agostoni (ITA)        | Alessandro Tonani (ITA)     |
| 1923                    | Pietro Linari (ITA)       | Piero Bestetti (ITA)      | Federico Gay (ITA)          |
| 1924                    | Nello Ciaccheri (ITA)     | Emilio Petiva (ITA)       | Alfredo Dinale (ITA)        |
| 1925                    | Gaetano Belloni (ITA)     | Alfredo Binda (ITA)       | Giovanni Brunero (ITA)      |
| 1926                    | Alfredo Binda (ITA)       | Giovanni Brunero (ITA)    | Alfonso Piccin (ITA)        |
| 1927                    | Domenico Piemontesi (ITA) | Ermanno Vallazza (ITA)    | Battista Giuntelli (ITA)    |
| 1928                    | Costante Girardengo (ITA) | Alfredo Binda (ITA)       | Pietro Fossati (ITA)        |
| 1929                    | Felice Gremo (ITA)        | Adriano Zanaga (ITA)      | Allegro Grandi (ITA)        |
| 1930                    | Aimo Altissimo (ITA)      | Aldo Canazza (ITA)        | Armando Zucchini (ITA)      |
| 1931                    | Bruno Catellani (ITA)     | Giuseppe Olmo (ITA)       | Alfredo Bovet (ITA)         |
| 1932                    | Mario Cipriani (ITA)      | Angelo Firpo (ITA)        | Vasco Bergamaschi (ITA)     |
| 1933                    | Bernardo Rogora (ITA)     | Nino Sella (ITA)          | Renato Scorticati (ITA)     |
| 1934                    | Learco Guerra (ITA)       | Nino Borsari (ITA)        | Bernardo Rogora (ITA)       |
| 1935                    | Learco Guerra (ITA)       | Giuseppe Olmo (ITA)       | Renato Scorticati (ITA)     |
| 1936                    | Aldo Bini (ITA)           | Giuseppe Olmo (ITA)       | Tolmino Gios (ITA)          |
| 1937                    | Aldo Bini (ITA)           | Glauco Servadei (ITA)     | Olimpio Bizzi (ITA)         |
| 1938                    | Aldo Bini (ITA)           | Glauco Servadei (ITA)     | Pietro Rimoldi (ITA)        |
| 1939                    | Marco Cimatti (ITA)       | Gino Bisio (ITA)          | Adolfo Leoni (ITA)          |
| 1940                    | Vasco Bergamaschi (ITA)   | Piero Chiappini (ITA)     | Hans Martin (SUI)           |
| 1941                    | Gino Bisio (ITA)          | Primo Zuccotti (ITA)      | Osvaldo Bailo (ITA)         |
| 1942                    | Diego Marabelli (ITA)     | Mario de Benedetti (ITA)  | Glauco Servadei (ITA)       |
| 1943-1946. No disputada |                           |                           |                             |
| 1947                    | Oreste Conte (ITA)        | Alfredo Martini (ITA)     | Egidio Marangoni (ITA)      |
| 1948                    | Alberto Ghirardi (ITA)    | Vito Ortelli (ITA)        | Antonio Bevilacqua (ITA)    |
| 1949                    | Guido de Santi (ITA)      | Daniel Orts (ITA)         | Luciano Maggini (ITA)       |
| 1950                    | Pasquale Fornara (ITA)    | Luciano Maggini (ITA)     | Alfredo Martini (ITA)       |
| 1951                    | Giorgio Albani (ITA)      | Giovanni Pinarello (ITA)  | Giuseppe Doni (ITA)         |
| 1953                    | Andrea Barro (ITA)        | Andrea Faccioli (ITA)     | Tranquillo Scudellaro (ITA) |
| 1954                    | Fiorenzo Magni (ITA)      | Bruno Monti (ITA)         | Giorgio Albani (ITA)        |
| 1955                    | Fiorenzo Magni (ITA)      | Fausto Coppi (ITA)        | Germain Derijcke (BEL)      |